# Fresco del salto del toro de Tirinto
El fresco del salto del toro de Tirinto es una pintura al fresco de la Edad del Bronce que fue hallada en el palacio de Tirinto. En concreto, se la suele datar en la última fase de la civilización micénica, el periodo Heládico Reciente IIIB (siglos XIV-XIII a. C.) La pintura fue descubierta por Heinrich Schliemann en las excavaciones que dirigió en Tirinto en 1884.
Se trata de una pintura que muestra una escena en la que un acróbata realiza un salto sobre el toro. Estos espectáculos, que podrían formar parte de algún tipo de rito de paso, están representados principalmente en el arte minoico, tanto en pinturas como en la glíptica. 
El artista combinó varios colores para el toro, que además está en una posición galopante. El saltador está sobre el lomo del toro, tiene una mano sobre el cuello del animal y una rodilla flexionada para darse impulso y terminar el salto. Lleva una especie de sandalias equipadas con correas que llegan hasta la rodilla.
Un aspecto debatido es el color blanco del saltador, color que convencionalmente se atribuía a las figuras femeninas en la pintura minoica, pero con el faldellín que suele considerarse masculino. Por ello han surgido diferentes interpretaciones que, en algunos casos, defienden la postura de que el saltador es una mujer y, en otros, la de que se trata de un hombre.